# Malformation congénitale du côlon
Une malformation congénitale du colon est un accident du développement embryonnaire rare se manifestant très tôt après la naissance par une occlusion intestinale. Le diagnostic repose sur un examen clinique et sur des radiographies. Si l'atrésie colique est une maladie orpheline rarissime (code ORPHA 1198), la maladie de Hirschsprung est par contre assez fréquente, entre 1 et 5 naissances pour 10 000. Dans la maladie de Hirschsprung, la portion généralement terminale du côlon ne se contracte pas normalement du fait d'un déficit du développement nerveux à ce niveau de l'intestin et la matière fécale s’accumule dans les intestins.